# Andaingo
Andaingo is een plaats en commune in het oosten van Madagaskar, behorend tot het district Moramanga, dat gelegen is in de regio Alaotra-Mangoro. Tijdens een volkstelling in 2001 telde de plaats 14.523 inwoners.
De plaats biedt naast lager onderwijs ook middelbaar onderwijs aan. 85 % van de bevolking werkt als landbouwer. Het belangrijkste landbouwproduct is rijst; andere belangrijke producten zijn maniok en taro. Verder is 15% actief in de dienstensector.